# High, Wide and Handsome
High, Wide and Handsome (Brasil: Alegre e Feliz / Portugal: A Fúria do Oiro Negro) é um filme norte-americano de 1937, do gênero musical, dirigido por Rouben Mamoulian e estrelado por Irene Dunne e Randolph Scott.
Produção de classe da Paramount Pictures, difícil de classificar, que não fez sucesso junto ao público. Músicas de Jerome Kern e Oscar Hammerstein, com destaque para "The Folks Who Live on the Hill" e "Can I Forget You?", além da canção título.

## Sinopse
Garota de circo, Sally Watterson casa-se com Peter Cortlandt, que prospecta petróleo. O casal vai vier na Pensilvânia de 1959, onde Peter acaba por encontrar o ouro negro... Sem estrada de ferro, tentam construir um oleoduto, mas são atacados pelos homens de Walt Brennan, escroque que tem outros planos. Sally, então, pede a ajuda de seus amigos do circo, e a batalha final é travada com acrobatas e um grupo de elefantes.

## Elenco
| Ator/Atriz          | Personagem      |
| ------------------- | --------------- |
| Irene Dunne         | Sally Watterson |
| Randolph Scott      | Peter Cortlandt |
| Dorothy Lamour      | Molly Fuller    |
| Elizabeth Patterson | Vovó Cortlandt  |
| Raymond Walburn     | Doc Watterson   |
| Charles Bickford    | Red Scanlon     |
| Akim Tamiroff       | Joe Varese      |
| Ben Blue            | Zeke            |
| William Frawley     | Mac             |
| Alan Hale           | Walt Brennan    |
| Irving Pichel       | Stark           |
| Stanley Andrews     | Lem Moulton     |
| James Burke         | Stackpole       |
| Roger Imhof         | Pop Bowers      |
| Lucien Littlefield  | Lippincott      |